# Gordon Borrie, Baron Borrie
Gordon Johnson Borrie, Baron Borrie (* 13. März 1931 in Croydon, Surrey; † 30. September 2016) war ein britischer Anwalt und Politiker der Labour Party. Er war als Life Peer Mitglied des House of Lords.

## Leben und Karriere

### Juristische Laufbahn
Borrie wurde als Sohn von Stanley Borrie und Alice Forsyth geboren. Er besuchte die John Bright Grammar School in Llandudno, Caernarvonshire und legte an der University of Manchester zunächst den Bachelor of Law (LL.M.), später dann den Master of Law (LL.M.) ab.
1952 wurde er bei Middle Temple als Rechtsanwalt zugelassen. Zwischen 1952 und 1954 arbeitete er bei den Army Legal Services in Korea. Zwischen 1957 und 1964 war er Dozent am College of Law in Korea. Von 1965 bis 1968 war er als Rechtsdozent an der Birmingham University tätig. Er war dort von 1969 bis 1976 Professor für Englisches Recht. 1980 erhielt er das Amt eines Richters, eines sogenannten Benchers, beim Standesgericht der Anwaltskammer. 1986 wurde Borrie Kronanwalt. Ihm wurde 1989 der Ehrendoktortitel des Rechts (LL.D.) der Stadt London, sowie 1990 der University of Manchester verliehen. Die Dundee University verlieh ihm 1993 die Ehrendoktorwürde des Rechts. 1991 erhielt er ebenfalls einen LL.D. vom Hull University College. Er wurde 1992 als Fellow beim Chartered Institute of Arbitrators (F.C.I.Arb.) aufgenommen. 
Während seiner juristischen Tätigkeit trat Borrie zweimal erfolglos bei den britischen Parlamentswahlen an, 1955 für den Wahlkreis Croydon North East und 1959 für den Wahlkreis Ilford North East. 
Borrie verfasste mehrere juristische Bücher: 1981 veröffentlichte er gemeinsam mit A. L. Diamond das Buch The Consumer, Society and the Law. 1984 legte er The Development of Consumer Law and Policy und 1988 Commercial Law vor. Er schrieb außerdem das Buch Law of Contempt, das 1995 veröffentlicht wurde.

### Weitere Karriere
Von 1976 bis 1992 war er Generaldirektor des Office of Fair Trading (OFT), das in Großbritannien als Wettbewerbsbehörde fungiert, aber auch Aufgaben des allgemeinen Verbraucherschutzes wahrnimmt. Er war von 1992 bis 2000 Direktor der Woolwich Building Society. Er war von 1992 bis 1996 auch Präsident des Institute of Trading Standards, der staatlichen Handelsaufsichtsbehörde. Er war von 1992 bis 1994 Vorsitzender der Labour-Kommission für soziale Gerechtigkeit. Von 1994 bis 2001 war er Direktor der TeleWest Communications Group. Von 1997 bis 2000 war er Direktor der Direct Marketing Authority, des Branchenverbandes der Direktmarketing-Unternehmen. Lord Borrie war von Januar 2001 bis 2007 Vorsitzender der Advertising Standards Authority, der freiwilligen Selbstkontrollbehörde für Werbeangelegenheiten. Von 2007 bis 2009 war er Estate Agents Ombudsman.  Seit 1997 war er stellvertretender Vorsitzender der Consumer Affairs and Trading Standards Group, einer parteiübergreifenden parlamentarischen Vereinigung zum Verbraucherschutz.

### Peer und Ehrenämter
Am 21. Dezember 1995, wurde Borrie zum Life Peer als Baron Borrie, of Abbots Morton in the County of Hereford and Worcester ernannt. Borrie war Mitglied des Kuratoriums des Reform Club. Er wurde 1982 als Mitglied in die Royal Society of Arts (F.R.S.A.) aufgenommen.

## Familie
Borrie heiratete 1960 Dorene Toland, die Tochter von Herbert Toland und Gladys Davies.